# Église Saint-Étienne de Fécamp
Pour les articles homonymes, voir Église Saint-Étienne et Saint-Étienne (homonymie).
L'église Saint-Étienne est une église catholique située à Fécamp, en France.

## Localisation
L'église est située dans le département français de la Seine-Maritime, sur la commune de Fécamp.

## Historique
Mentionnée dans une charte du duc Richard II en 1017-1025, elle est peut-être plus ancienne. La reconstruction de l'édifice est engagée à l'instigation d'Antoine Bohier, abbé de Fécamp (1505-1519). L'église prend feu en 1563.
Au XIXe siècle, l'église devient l'un des deux édifices paroissiaux et des travaux sont entrepris, dont la tour de croisée qui ne fut jamais terminée. Les vitraux (1882-1886) sont dus à Jules Boulanger.
En 1912, la foudre s'abat sur l'un des quatre clochers de l'église. Il sera reconstruit mais gardera une apparence sensiblement très différente des trois autres.
L'édifice est classé au titre des monuments historiques en 1921.